# Tommaso Moncada
Tommaso (de) Moncada (Messina, 22 mei 1710 – aldaar, 10 oktober 1762) was een edelman in het koninkrijk Sicilië, aartsbisschop van Messina en in titel Latijns patriarch van Jeruzalem in het Heilig Land. 

## Levensloop
Moncada was een edelman uit de Siciliaanse tak van het Huis Moncada, een adellijke familie afkomstig uit Spanje. Deze tak werd ook genoemd het prinselijk huis van Calvaruso; Calvaruso was een plaats gelegen in Villafranca Tirrena, dat een gemeente nabij Messina is. Hij was de jongste zoon van Giacomo Moncada, derde prins van Calvaruso en majordomus van de hofhouding van de koningin van Sicilië en Napels. Zijn moeder was Anna La Rocca Di Giovanni van het prinselijk huis Alcontres. Hij was de jongste van hun zes zonen en ging voor een kerkelijke carrière in de Roomse Kerk.
Moncada trad in in de orde der dominicanen. Bij het begin van zijn priesterschap woedde de pest in Messina. Hij werd later vicaris-generaal van het aartsbisdom Messina, alsook vicaris van het kapittel der kanunniken van de kathedraal.
Paus Benedictus XIV bevorderde hem in 1743 tot aartsbisschop van Messina. Moncada liet een boek over de christelijke doctrine uit Milaan vertalen van het Italiaans naar het Siciliaans.
Benedictus XIV schonk hem in 1751 de titel van Latijns patriarch van Jeruzalem. 
Na zijn dood in 1762 werd hij begraven in de dom van Messina.